# ريكاردو أريدوندو
ريكاردو أريدوندو (بالإسبانية: Ricardo Arredondo)‏ مواليد 26 مايو 1949 في ولاية ميتشواكان، المكسيك - الوفاة 20 سبتمبر 1991، كان ملاكم محترف مكسيكي صنّف ضمن فئة وزن خفيف الوسط بدأ مسيرته الاحترافية سنة 1968.

## إحصائيات
خاض خلال مسيرته 142 نزالا، فاز في 76 وتعادل في 1 وخسر في 22. فاز بالضربة القاضية في 57 نزالا.

## روابط خارجية
- ريكاردو أريدوندو على موقع بوكس ريك (الإنجليزية) (registration required)